# Великоніг червонощокий
Великоніг червонощокий (Aepypodius bruijnii) — вид куроподібних птахів родини великоногових (Megapodiidae).

## Назва
Вид названо на честь нідерландського натураліста Антоні Аугустуса Брюйна (1842—1890).

## Поширення
Ендемік Індонезії. Поширений лише на острові Вайгео неподалік північно-західного узбережжя Нової Гвінеї. Ареал виду займає 3155 км².

## Опис
Тіло завдовжки до 43 см. Спина та крила чорні, хвіст темно-коричневий, груди і черево світло-коричневі. Голова та шия лисі, червоного кольору. На голові є невеликий гребінь і сережки. Самиці мають менший гребінь, сережки відсутні. Ноги та дзьоб сірого забарвлення.

## Спосіб життя
Наземний птах. Живиться комахами, плодами та корінням. 12-30 яєць самиця відкладає у високих пагорбах, зроблених із гнилого рослинного матеріалу, що забезпечує необхідне тепло для розвитку ембріонів. За кладкою доглядає самець. Він регулює тепло у гнізді, додаючи або видаляючи рослинний матеріал. Молодь стає самостійною відразу після вилуплення і дорослі птахи не доглядають за ними.